# Selecció japonesa de corfbol
La selecció japonesa de corfbol és dirigida per la Japan Korfball Association (JKA) i representa Japó a les competicions internacionals de corfbol.

## Història
| Campionat del Món |                       |                           |               |
| Any               | Campionat             | Seu                       | Classificació |
| 1999              | 6è Campionat del Món  | Adelaida (Austràlia)      | 12a plaça     |
| 2003              | 7è Campionat del Món  | Rotterdam (Països Baixos) | 16a plaça     |
| 2019              | 11è Campionat del Món | Durban (Sud-àfrica)       | 15a plaça     |

| Campionat d'Àsia i Oceania |                               |                      |               |
| Any                        | Campionat                     | Seu                  | Classificació |
| 1992                       | 2n Campionat d'Àsia i Oceania | Delhi (Índia)        | ?             |
| 1994                       | 3r Campionat d'Àsia i Oceania | Adelaida (Austràlia) | ?             |
| 1998                       | 4t Campionat d'Àsia i Oceania | Durban (Sud-àfrica)  | ?             |
| 2002                       | 5è Campionat d'Àsia i Oceania | Delhi (Índia)        | 5a plaça      |
| 2014                       | 9è Campionat d'Àsia i Oceania | Hong Kong            | 9a plaça      |

| Campionat d'Àsia |                     |        |               |
| Any              | Campionat           | Seu    | Classificació |
| 2004             | 1r Campionat d'Àsia | Taiwan | 3a plaça      |